# Гитон де Морво, Луи Бернар
Луи Бернар Гитон де Морво (фр. Louis Bernard Guyton de Morveau; 4 января 1737, Дижон — 2 января 1816, Париж) — французский химик и политический деятель.

## Биография
Луи Бернар Гитон де Морво родился в городе Дижоне, Бургундия, 4 января 1737 года в семье Антони Гитона и Маргариты де Сол. Его отец был профессором в сфере гражданского права в Дижонском университете.  Прапрадед Гитона служил начальником медицинской службы в батальоне «ста человек» под началом графа Бельгарда в 1629 году  Получил хорошее домашнее образование, затем обучался в колледже, который закончил в 16 лет. В дальнейшем поступил в Дижонский университет на факультет права в 1764 году. В 1767 году отправился на прохождение практики в Париже. 

## Юриспруденция
Получив блестящее юридическое образование, Гитон уже в восемнадцатилетнем возрасте занял место генерального адвоката при Дижонском  парламенте и выступал на стороне защиты в нескольких крупных делах. Написал научный труд на тему текущего состояния юриспруденции. Все слои общества чувствовали необходимость перемен уже в 1767 году, и Гитон в ходе своей речи перед парламентом доказал, что нет никакой необходимости в таком бесконечном нагромождении законов, зачастую противоречащих друг другу. Позднее Гитон исполнял обязанности генерального атторнея в бургудском парламенте.

## Научные исследования
В 1764 году Гитон стал членом Дижонской Академии наук, искусств и литературы. В 1786 году — членом Королевской медицинской академии. В 1783 г. он был избран иностранным членом Шведской королевской академии наук, а в 1788 г. — членом Королевского общества .

## Начало научного пути
Будучи членом Дижонской академии, Гитон начал самостоятельно изучать теоретическую и практическую химию по трудам Жозефа Макёра и химическому справочнику Антуана Боме. В своей собственной лаборатории, которую он устроил сам, повторял эксперименты Боме. Гитону удалось за короткий срок приобрести большой объем знаний. После самостоятельного изучения химии, Гитон отправился в Париж в 1767 году, где встретился с Боме, одним из известных химиков того времени.

## Эксперименты Гитона де Морво
Гитон провел множество уникальных экспериментов. Следует отметить вклад Гитона в изучение угольной кислоты, занимавшей умы многих ученых того времени. Существовавшее в те времена мнение, что эта кислота идентична серной, было отвергнуто Гитоном. Гитону принадлежит важное изобретение способа дезинфекции воздуха, зараженного чумой или ядовитыми испарениями. Он предложил использовать газ, выделяемый при реакции хлорида натрия с серной кислотой, поскольку в 1773 году он показал, как хлор разрушает инфекцию. Гитон уделял внимание не только лабораторным исследованиям, он пытался найти им практическое применение. Именно благодаря его усилиям в 1778-1780 г. производство калийной селитры поставили на поток. Также Гитон сыграл важную роль в учреждении фабрики по производству углекислого натрия . В 1771 году Гитон ввёл во Франции выплавку чугуна на коксе. Помимо этого в 1782 году он исследовал возможность замены ядовитых свинцовых белил оксидом цинка .

## Минералогия
Гитон также увлекался минералогией. В 1777 году ему было поручено изучение сланцевых карьеров и угольных шахт в Бургундии. Опираясь на труды Бергмана, Гитон дал исчерпывающее описание тяжелого шпата и его составляющих – баритов. В это же время он обнаружил бургундский белый изумруд.

## Теория флогистона
В многочисленных химических трудах дижонского  периода Гитон де Морво выступал как убежденный сторонник теории флогистона, которая стала объектом нападок некоторых ученых тех времен. В середине XVIII века получили значительное развитие исследования газов, которые шли вразрез с теорией флогистона. Гитон описывал эксперименты, подтверждающие правдивость теории флогистона, вместе с тем приводя и положения теории газов, с которыми он был всецело согласен, но некоторые нестыковки новой теории не позволили ученому стать ее полным сторонником. Однако вскоре Гитон де Морво отказался от теории флогистона, поддержав кислородную теорию А. Л. Лавуазье .

## Химическая номенклатура

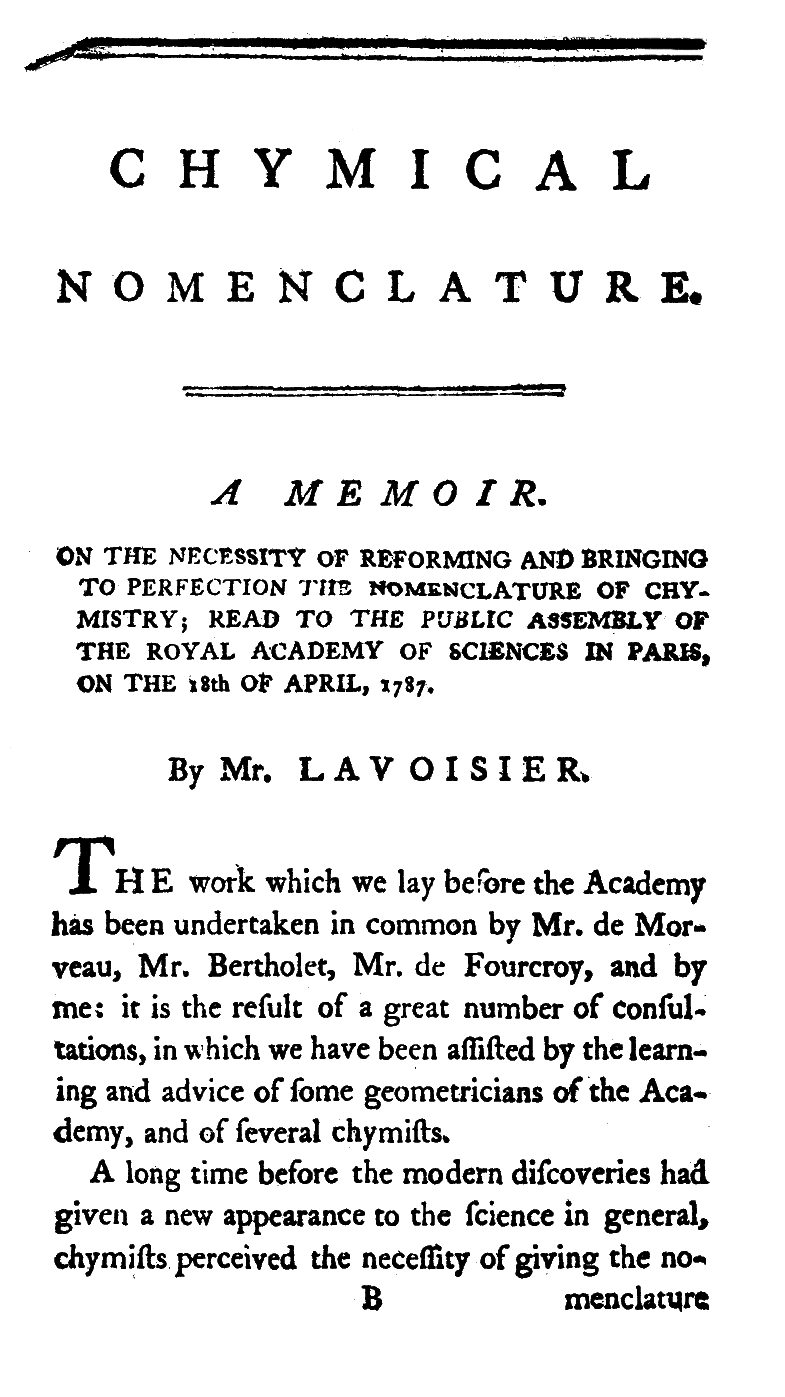
Первая страница Химической номенклатуры, 1787 год

В конце 1770-х гг. Гитон де Морво занялся разработкой новой химической номенклатуры, потребность в которой в то время была чрезвычайно велика . В 1782 году в «Journal de Physique» Гитон опубликовал свой первый труд по новой номенклатуре. Гитон внёс ясность не только в саму структуру, но и в названия ее элементов, многие из которых до этого были неоднозначны и абсурдны. В основу своей номенклатуры он положил флогистонную теорию Г. Шталя. Как известно, позднее Гитон де Морво отказался от теории флогистона, поддержав кислородную теорию А. Л. Лавуазье. В 1787 Гитон де Морво, А. Л. Лавуазье, К. Л. Бертолле и А. Ф. Фуркруа разработали новую рациональную химическую номенклатуру, основой которой явилась система химических названий, предложенная Гитоном де Морво в 1782 . Также Гитон написал несколько крупных трудов для альманаха по химии. Он участвовал в написании химического глоссария для «Методической энциклопедии» по поручению Панкука, французского издателя и писателя,  который вел большой проект по систематизации всех существующих очерков по химии. Гитон подписал соглашение на эту работу в сентябре 1780 года, первая часть его трудов увидела свет лишь через 6 лет. За эту работу Гитон получил от академии наук награду, равную 2000 франкам, которую он пожертвовал казне станы, прекрасно зная о ее бедственном положении. Гитон был редактором химического журнала «Annales de chimie».

## Преподавание
Гитон де Морво основал в Дижоне публичные курсы по химии, где читал лекции на протяжении 13 лет.  В 1778 году Гитон де Морво опубликовал первую часть «Курса химии», за которым последовали еще три части .  С 1794 Гитон являлся профессором Политехнической школы в Париже, с 1795 — членом Института Франции. В 1800 году Бонапарт на правах первого консула назначил Гитона директором Политехнической школы. Гитон проработал в Политехнической школе 16 лет.

## Политическая и общественная деятельность

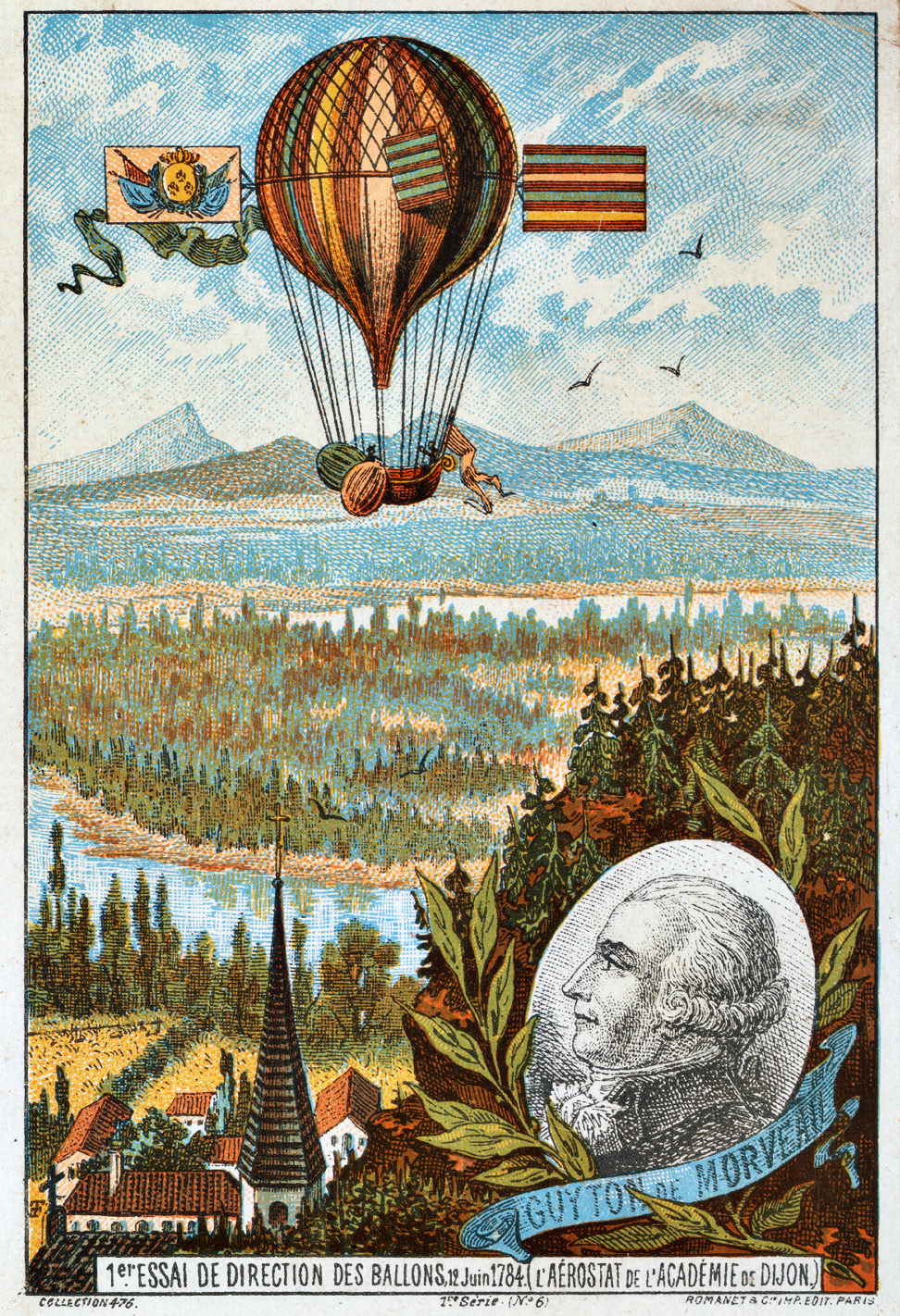
Первый полет на управляемом воздушном шаре, 12 июня 1784. Литография конца XIX века

Во время Великой французской революции был депутатом Законодательного собрания (1791—1792) и Национального конвента (1792—1795), где примкнул к монтаньярам. Голосовал за смерть короля Людовика XVI . Был членом Комитета национальной охраны с момента его создания (1 января 1793 года) до реорганизации (6 апреля 1793 года) в Комитет общественного спасения, занимая пост председателя данного Комитета с 25 марта 1793 года по 6 апреля 1793 года. Вошел в первый состав Комитета общественного спасения (комитет Дантона) и даже был выбран его председателем (это назначение осталось на бумаге, в дальнейшем все члены Комитета формально обладали равным статусом) .
Вышел из состава Комитета общественного спасения 10 июля 1793 года. Позднее был членом термидорианского Комитета общественного спасения — в период с 6 октября 1794 года по 3 февраля 1795 года. Как член Комитета общественного спасения Гитон де Морво способствовал организации и развитию производства стали, селитры, пороха и других материалов, необходимых для обороны. Одним из первых во Франции он совершал полёты на воздушных шарах, изучал возможности применения аэростатов для световой сигнализации. Ему было поручено использовать воздушный шар собственной конструкции для военных целей: именно в нем Гитон и глава штаба армии генерал Журдан поднялись над битвой при Флерюсе, во многом повлияв на успешный исход сражения. Будучи комиссаром Северной армии, лично руководил применением привязного аэростата для разведки во время битвы при Флерюсе (27 июня 1794), чем содействовал победе республиканских войск над австрийскими интервентами . По его предложению французское правительство учредило корпус военных воздухоплавателей. В 1795 году Гитон был переизбран членом Совета пятисот. В 1797 году Гитон де Морво оставил все свои политические посты и всецело посвятил себя науке и академическому образованию.

## Почести и награды
1. 1803 год - Награжден Орденом Почетного легиона.
2. 1805 год - удостоен офицерского звания.
3. 1809 год - получили титул шевалье Империи .
4. 1811 год – получил титул барона Французской Империи .

## Семья
Гитон поддерживал дружеские отношения с Клодин Пикарде, вдовой дижонского академика, по причине совместного интереса к науке. Она была химиком и переводчиком научной литературы. В 1798 году они поженились. Клодин внесла большой вклад в науку своими переводами иностранных трудов. Она перевела множество трудов с итальянского, немецкого, шведского и английского, которые впоследствии были опубликованы. Несомненно, можно утверждать, что работы Шееле, Бергмана и многих других стали известны французским ученым лишь благодаря усилиям этой женщины, которая также переводила литературные прозаические и поэтические труды.

## Личные качества и увлечения
Гитон де Морво обладал пронзительным взглядом и острым умом. Он отличался крепким здоровьем, болел крайне редко, поскольку постоянно занимался умственными и физическими упражнениями. Гитон очень любил дискуссии, причем он никогда не старался быть в их главе, стараясь выслушать всех участников полемики. В общении он был приветлив и очень дружелюбен, обладал грамотной и чистой речью благодаря огромным знаниями в сфере науки, искусства и художественной литературы, а знание большого количества анекдотов, с которыми он сталкивался в ходе длинной и плодотворной карьеры, делало его общество еще приятнее. Честность Гитона де Морво вошла в поговорку всех, кто знал его лично .
Гитон интересовался художественной литературой и поэзией. Написал поэму «Крыс-иконоборец», которая представляла собой сатиру на известный анекдот тех времен про падение авторитета иезуитов. Также Гитону принадлежат и другие литературные произведения, среди которых есть достойные наброски неоконченных трагедий. Даже после увлечения химией Гитон находил время совершенствоваться на литературном поприще. Гитон был одним из участников научной группы, изучавшей сочинения Карла V Мудрого , внесенные на рассмотрение Французской академией.

## Интересные факты
В детстве Гитон интересовался механикой, ежедневно наблюдая за различными рабочими, которых нанимал его отец для устранения неполадок в доме. Уже в возрасте семи лет он описал многие положения этой науки, доказав тем самым свою природную предрасположенность к ней. Однако Гитон за всю свою долгую и блестящую карьеру так и не вернулся к механике . К Гитону за помощью однажды обратился дижонский лекарь Дюранд с просьбой найти вещество, способное растворять сгустки в желчных протоках. Гитон испробовал на желчных камнях, предоставленных Дюрандом,  все реактивы, имевшимися в его распоряжении. Ученому удалось найти вещество, которое быстро и без остатка растворяло камни - диэтиловый эфир, который затем смешивали со скипидаром и использовали как лекарство.  